# موی وز طبیعی

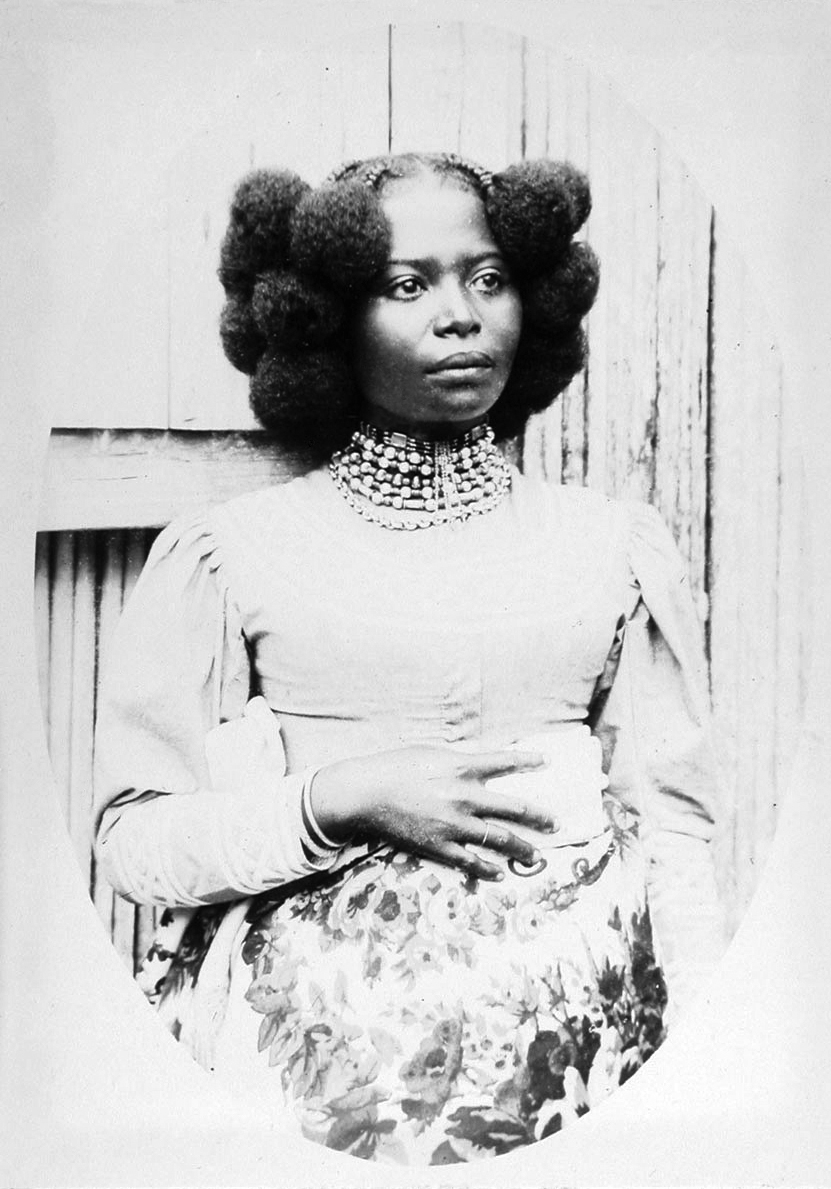
زنی از جزیرهٔ نوسی به در ماداگاسکار ، حدود ۱۸۶۸

موی وز طبیعی که به عنوان موی با بافت آفریقایی نیز شناخته می‌شود، یک بافت موی انسان است که در بومیان بسیاری از مناطق با آب‌وهوای گرم، عمدتاً در جنوب صحرای آفریقا، ملانزی و استرالیا شایع است. هر تار از این نوع مو به شکل مارپیچ کوچک و زاویه‌‌دار رشد می‌کند. اثر کلی این حالت رشد به گونه‌ای است که بر خلاف موهای صاف، موهای موج‌دار یا مجعّد، موهای وز متراکم‌تر به نظر می‌رسند.